# Sandro (cheval)
Pour les articles homonymes, voir Sandro.
Sandro (né en 1974, mort le 12 septembre 2005) est un étalon Holsteiner de robe bai-brun, monté en saut d'obstacles par les cavaliers allemands Paul Schockemöhle et Franke Sloothaak. 

## Histoire
Sandro naît en 1974, à l'élevage de M. Klaus Delef Harbeck, en Allemagne. 
Il est repéré par l'éleveur danois Bent Neergaard à l'âge de deux ans et demie, lors d'une présentation de jeunes chevaux Holsteiner durant laquelle il passe le test des 100 jours mais est refusé à l'agrément. Aussi, Neergaard achète Sandroo avec l'un de ses amis et l'emmène au Danemark en vue de le dresser pour le saut d'obstacles. Il est initialement basé à Fumen, mais la région n'est pas propice à l'élevage, aussi ses propriétaires déménagent dans le Jutland. Sandro rencontrant très peu de succès comme étalon, Bent Neergaard le re-vend à Paul Schockemöhle, qui apprécie les qualités et le modèle du jeune étalon, doté de longues jambes et d'aptitudes sous la selle.
Schockemöhle confie Sandro à Franke Sloothaak.
Sandro meurt le 12 septembre 2005 à Zangersheide.

## Description
Sandro est un étalon de robe bai-brun, inscrit au stud-book du Holsteiner. Il mesure 1,71 m.

## Origines
Sandro est un fils de l'étalon Pur-sang Sacramento Song,. Ce dernier s'est peu reproduit, aussi c'est essentiellement à travers Sandro que sa lignée s'est perpétuée.

## Descendance
Sandro rencontre un grand succès comme étalon reproducteur en Allemagne, influençant de nombreux stud-book de chevaux de sport,.
Visualiser la lignée de Sandro sous forme de graphe